# Retraso global del desarrollo
El retraso global del desarrollo, codificado como 315.8 (F88) en el Manual Diagnóstico y Estadístico de los Trastornos Mentales (DSM-5), se encuentra clasificada dentro de los trastornos del Neurodesarrollo. Se aplica a niños menores de 5 años cuando no es posible evaluar de manera confiable el nivel de gravedad clínica durante los primeros años de la infancia. 
Se utiliza para aquellos casos en los que no se puede llevar a cabo una evaluación sistemática del funcionamiento intelectual, incluyendo a niños que son demasiado jóvenes para someterse a pruebas estandarizadas. 

## Diagnóstico
El diagnóstico se realiza cuando el niño no alcanza los hitos de desarrollo esperados en varios aspectos del funcionamiento intelectual. Sin embargo, es necesario volver a evaluar esta categoría después de un período de tiempo determinado.